# Acalypha mapirensis
Espèce
Acalypha mapirensis est une espèce de plantes à fleurs de la famille des Euphorbiaceae. C'est un arbre originaire de Bolivie, de l'Équateur et du Pérou. 

## Liste des variétés
Selon World Checklist of Selected Plant Families (WCSP) (28 décembre 2013) :
- Acalypha mapirensis Pax (1909)

Selon Tropicos (28 décembre 2013) (Attention liste brute contenant possiblement des synonymes) :
- variété Acalypha mapirensis var. pubescens Pax & K. Hoffm.
- variété Acalypha mapirensis var. scabra Pax & K. Hoffm.

## Publication originale
- Repertorium Specierum Novarum Regni Vegetabilis 7: 110. 1909.